# ديف ليني
ديف ليني (بالإنجليزية: Dave Linney)‏ هو لاعب كرة قدم بريطاني في مركز الوسط، ولد في 5 سبتمبر 1961 في Kings Heath ‏ في المملكة المتحدة. لعب مع أكسفورد يونايتد وبرمنغهام سيتي ونادي ويموث ويوفل تاون.